# Малая Ситьма
Малая Ситьма — река в России, протекает по Советскому и Нолинскому районам Кировской области. Устье реки находится в 6,3 км от устья Большой Ситьмы по правому берегу. Длина реки составляет 16 км, площадь водосборного бассейна — 215 км².
Исток реки в урочище Патраки южнее деревни Ситемка. Река течёт на юго-восток, населённых пунктов на берегах нет. Впадает в Большую Ситьму выше села Хмелевка.

## Данные водного реестра
По данным государственного водного реестра России относится к Камскому бассейновому округу, водохозяйственный участок реки — Вятка от города Котельнич до водомерного поста посёлка городского типа Аркуль, речной подбассейн реки — Вятка. Речной бассейн реки — Кама.
Код объекта в государственном водном реестре — 10010300412111100037693.